# 黛雅
格蕾丝·马丁·坦登（英語：Grace Martine Tandon，1998年10月24日—），艺名黛雅（风格化为DΛYΛ；发音为/ˈdeɪ.ə/），美國女歌手，Artbeatz、Z Entertainment和相对论娱乐发行有限公司旗下艺人。2015年9月4日，与其个人同名的首张迷你专辑发行，其中单曲《Hide Away》在公告牌百强单曲榜的最高排名为第23位。2016年10月16日，个人首张录音室专辑《美麗甜姐兒》发行。

## 早年
黛雅生于匹兹堡，在宾夕法尼亚州黎巴嫩山长大。先祖父是从印度旁遮普邦移民到美国的旁遮普印度裔美国人，她的四姐妹叫蕾切尔（Rachel）、玛丽安娜（Mariana）、席丽雅（Celia）和艾芙莉（Avery）。艺名黛雅（Daya）出自梵语，意为“同情”或“善良”。小学就读于圣伯纳德学校（St. Bernard School），高中毕业于黎巴嫩山高中。黛雅自3岁起学习钢琴，7岁转而学习爵士钢琴。到那时，她已经学会吉他、尤克里里、萨克斯和长笛。
11岁，达雅就读于由克里斯蒂娜·齐鲁姆博洛（Christina Chirumbolo）在匹兹堡开办的一所音乐专修学校，期间结识曾到学校开讲座、齐鲁姆博洛的同事、词曲作者、制作人吉诺·巴雷塔（Gino Barletta）。齐鲁姆博洛和巴雷塔成立了音乐训练营INSIDE ACCESS，两人和黛雅合作，最终于2015年2月邀请她到洛杉矶录制素材。

## 音乐生涯
黛雅的职业生涯开始于父母陪她到洛杉矶和INSIDE ACCESS的创办人克里斯蒂娜·齐鲁姆博洛与吉诺·巴雷塔、派拉蒙唱片的布雷特·麦克劳林、布里顿·纽比尔（Britten Newbill）和吵闹城堡三世（Noisecastle III）共事。一次创作会议上，她的处女作《Hide Away》被写下并录制，巴雷塔随后将黛雅介绍给Z Entertainment的史蒂夫·扎普（Steve Zap）。黛雅当时还是位青少女，她表示自己一时半会还没有考虑到将来会发生的事情，第二天便回去高中上学。扎普贵为电台营销资深人士，非常喜欢这首歌，有意推广这位歌手，于是和巴雷塔成立独立厂牌Artbeatz。
2015年4月22日，黛雅发行歌曲《Hide Away》。歌曲在网上获得如潮好评，获得泰勒·奥克利和佩雷斯·希尔顿等知名博客主李剑。希尔顿表示“达雅的声音非常特别”。《公告牌》的杰森·利普舒茨（Jason Lipshutz）也将这位歌手放到他们的官方网站上，标榜歌曲是“非常棒的处女作”。
2015年8月21日，黛雅以埃尔维斯·杜兰月度艺人的身份在《卡希·李和荷达今日秀》上首次亮相电视荧屏，她演唱了歌曲《Hide Away》。2016年6月28日，她重返《今日秀》，为夏季系列演唱会宣传。
一鸣惊人后，黛雅于2015年9月4日发行同名迷你专辑《黛雅》，包含《Hide Away》在内的六首歌曲。专辑初期在《公告牌》全天候首播，在公告牌二百强专辑榜位列第161位，将《Hide Away》在公告牌流行歌曲榜的排名往前推到第40位。
2015年10月10日，同名迷你專輯实体版在目标百货上架。
2016年，黛雅为流行说唱二人组杰克二人帮美国巡演开场。2016年2月，她客串烟鬼组合单曲《别让我失望》，该曲在百强榜最高排至第3位，成为她第二首跻身40强、第一首跻身10强的作品。EP的第二首单曲《美丽甜姐儿》随后发行，于第100名空降百强榜，最高排名为第28位，成为她个人第三首40强作品。
黛雅受邀在2016年白宫复活节滚彩蛋活动上表演，她和家人们会见了时任总统贝拉克·奥巴马及第一夫人米歇尔·奥巴马。
2016年11月15日，黛雅发行《美丽甜姐儿》的第三首单曲《Words》。
2016年12月6日，《别让我失望》获第59届格莱美奖提名。2017年2月12日，歌曲获得格莱美奖最佳舞曲录制奖。2017年11月11日，达雅透过新視鏡唱片发行单曲《New》。

## 作品名录
- 《美丽甜姐儿（英语：Sit Still, Look Pretty）》（2016年）

## 影视作品
| 年份   | 名称         | 角色 | 注释                                    |
| ------ | ------------ | ---- | --------------------------------------- |
| 2016年 | 《摇滚学园》 | 自己 | “I Put a Spell on You” （第二季第五集） |

## 获奖和提名
| 年份 | 大奖              | 奖项               | 作品           | 结果 |
| ---- | ----------------- | ------------------ | -------------- | ---- |
| 2016 | 迪士尼音乐电台奖  | 最佳新人           | 自己           | 提名 |
| 2016 | MTV音乐录影带大奖 | 最佳电子音乐录影带 | 《別讓我失望》 | 提名 |
| 2016 | 拉丁美洲音乐奖    | 最受欢迎舞曲       | 《別讓我失望》 | 提名 |
| 2016 | 全美音乐奖        | 年度合作           | 《別讓我失望》 | 提名 |
| 2017 | 第59届格莱美奖    | 最佳舞曲录制       | 《別讓我失望》 | 獲獎 |
| 2017 | iHeartRadio音乐奖 | 年度舞曲           | 《別讓我失望》 | 提名 |
| 2017 | iHeartRadio音乐奖 | 最佳合作           | 《別讓我失望》 | 提名 |
| 2017 | iHeartRadio音乐奖 | 最佳音乐录影带     | 《別讓我失望》 | 提名 |
| 2017 | iHeartRadio音乐奖 | 最佳新秀           | 自己           | 提名 |
| 2017 | 儿童选择奖        | 最受欢迎艺人       | 自己           | 提名 |
| 2017 | WDM电台奖         | 最佳电子乐歌手     | 自己           | 提名 |
| 2017 | WDM电台奖         | 最佳金曲           | 《別讓我失望》 | 獲獎 |
| 2017 | 迪士尼音乐电台    | 最佳舞曲           | 《別讓我失望》 | 提名 |
| 2017 | 迪士尼音乐电台    | 年度歌曲           | 《美丽甜姐儿》 | 提名 |
| 2017 | 迪士尼音乐电台    | 突破艺人           | 自己           | 提名 |
| 2017 | 告示牌音樂獎      | 100强歌曲          | 《別讓我失望》 | 提名 |
| 2017 | 告示牌音樂獎      | 最佳销量歌曲       | 《別讓我失望》 | 提名 |
| 2017 | 告示牌音樂獎      | 最佳电台歌曲       | 《別讓我失望》 | 提名 |
| 2017 | 告示牌音樂獎      | 最佳合作           | 《別讓我失望》 | 提名 |
| 2017 | 告示牌音樂獎      | 最佳舞曲/电子舞曲  | 《別讓我失望》 | 提名 |